# Mario Theodoli
Pour les articles homonymes, voir Theodoli.
Mario Theodoli (né en 1601 à Rome, alors capitale des États pontificaux et mort le 27 juin 1650 dans la même ville) est un cardinal italien du XVIIe siècle. 
Il est un parent du cardinal Augusto Theodoli (1886).

## Biographie
La famille de Mario Theodoli avait acheté des terres à Castel Fusano, et avaient avec celle du cardinal Giulio Cesare Sacchetti (1586-1663) un total de plus de 2000 hectares de terre en ces lieux en 1634.
Mario Theodoli est référendaire au tribunal suprême de la Signature apostolique et gouverneur de la ville de Terni, gouverneur de Cesena, gouverneur d'Orvieto, gouverneur de Camerino, gouverneur d'Ancône et gouverneur de Viterbe. Il achète une fonction de clerc à la Chambre apostolique et est nommé auditeur général de la Chambre apostolique en 1642.
Il est créé cardinal par le pape Urbain VIII lors du consistoire du 13 juillet 1643. En 1644, il est nommé évêque d'Imola
Le cardinal Theodoli participe au conclave de 1644, lors duquel Innocent XI est élu pape.